# Разинский сельсовет (Башкортостан)
Разинский сельсовет — муниципальное образование в Фёдоровском районе Башкортостана.
Согласно Закону о границах, статусе и административных центрах муниципальных образований в Республике Башкортостан имеет статус сельского поселения.

## Население
| 2002 | 2009 | 2010 | 2012 | 2013 | 2014 | 2015 |
| ---- | ---- | ---- | ---- | ---- | ---- | ---- |
| 621  | →621 | ↘580 | ↘567 | ↘540 | ↘536 | ↘534 |
| 2016 | 2017 | 2018 |      |      |      |      |
| ↗541 | ↘535 | ↘520 |      |      |      |      |

## Состав
- д. Ключевка,
- д. Саитово.

В 1984 году из сельсовета была исключена выселенная деревня Кандауровка.